# Moinho de Maré da Asneira
O Moinho de Maré da Asneira, igualmente conhecido como Moinho de Maré do Freixial, é um edifício histórico na freguesia de Vila Nova de Milfontes, no Município de Odemira, na região do Alentejo, em Portugal.

## Descrição e história
O imóvel situa-se na estância turística do Moinho da Asneira, na margem direita do Rio Mira. A Norte situa-se um outro moinho de maré, denominado de Moinho do Bate-pé. Na Ribeira do Cerrado existiam outros dois moinhos, o do Outeiro, e do Selão da Eira.
O edifício do antigo moinho integra-se no estilo vernacular, apresentando uma aparência sóbria e funcional que era típica nas construções tradicionais do Alentejo, sem quaisquer motivos decorativos. Consistia num moinho que funcionava com a força das marés, sendo ainda visível parte das estruturas relativas a este uso, como os três contrafortes na parte inferior do edifício e a comporta no lado ocidental. O seu nome, asneira, vinha da presença de um elemento conhecido como asna, e que consistia num resguardo em madeira ou pedra, que era utilizado na contenção das margens. Quase todos os mecanismos de moagem foram removidos, tendo restado apenas um par de mós. As mós estavam organizadas em dois aferidos, configuração que também se encontrava noutos moinhos de maré no no concelho de Odemira, por exemplo no Porto da Silva.
O moinho terá sido construído no século XVII, sendo parte de um conjunto de estruturas similares no Rio Mira que datam desde o século XV. Na década de 1950, foi vendido por um lavrador da Samoqueira a António Domingos dos Santos, que foi o seu último moleiro. Neste período, o edifício já se encontrava em péssimo estado de conservação, tendo sido alvo de extensas obras de recuperação. Porém, nos anos 60 deixou de funcionar de forma regular, e na década seguinte foi encerrado, passando a fazer parte de uma unidade hoteleira. Na década de 1980 foi removida a antiga maquinaria do moinho, que foi reconvertido num bar.

## Leitura recomendada
- NABAIS, António J. C. Maia (1986). Moinhos de maré: património industrial. Seixal: Câmara Municipal do Seixal
- QUARESMA, António Martins (1986). «Apontamento Histórico sobre Vila Nova de Milfontes». Vila Nova de Milfontes. 145 páginas
- QUARESMA, António Martins (2009). Cerealicultura e farinação no Concelho de Odemira: Da Baixa Idade Média à época contemporânea. Odemira: Câmara Municipal de Odemira. 124 páginas. ISBN 978-989-8263-02-5
- QUARESMA, António Martins (2000). Rio Mira, Moinhos de Maré. Aljezur: Suledita. 89 páginas. Consultado em 20 de Maio de 2022 – via Biblioteca Digital do Alentejo